# Ponta do Carneiro (Espanha)
Ponta do Carneiro (em castelhano:  Ponta Carnero) é um cabo promontório na costa da Espanha, perto da cidade de Algeciras. Sua característica mais proeminente é o farol de Ponta do Carneiro, que marca a entrada da Baía de Gibraltar e do Estreito de Gibraltar .

## História
Em agosto de 1415, uma frota portuguesa capitaneada pelo rei João I de Portugal realizou um Conselho de guerra, antes de realizar a conquista de Ceuta, ancorada ao largo de Ponta do Carneiro.